# Erytrea na Zimowych Igrzyskach Olimpijskich 2022
Erytrea na Zimowych Igrzyskach Olimpijskich 2022 – występ kadry sportowców reprezentujących Erytreę na igrzyskach olimpijskich, które odbyły się w Pekinie w Chińskiej Republice Ludowej, w dniach 4-20 lutego 2022 roku.
Reprezentacja Erytrei liczyła jednego zawodnika – mężczyznę, urodzonego i zamieszkałego w Kanadzie syna erytrejskich emigrantów, który w 2018 został pierwszym erytrejskim zimowym olimpijczykiem.
Był to drugi start Erytrei na zimowych igrzyskach olimpijskich.

## Reprezentanci

### Narciarstwo alpejskie
| Zawodnik      | Konkurencja            | 1 przejazd | 1 przejazd | 2 przejazd | 2 przejazd | Łącznie | Łącznie | Źródło |
| Zawodnik      | Konkurencja            | Czas       | Pozycja    | Czas       | Pozycja    | Czas    | Pozycja | Źródło |
| ------------- | ---------------------- | ---------- | ---------- | ---------- | ---------- | ------- | ------- | ------ |
| Shannon Abeda | slalom gigant mężczyzn | 1:17.95    | 46.        | 1:22.50    | 41.        | 2:40.45 | 39.     | [ 1 ]  |